# Охайон, Шимон
Шимон Охайон (ивр. שמעון אוחיון‎; род. 1 июня 1945 года, Марокко) — израильский учёный и политик, депутат кнессета 19-го созыва. Профессор университета Бар-Илан, член партии Наш дом Израиль.

## Биография
Шимон Охайон родился 1 июня 1945 года в Марокко. Репатриировался в Израиль в 1956 году. Проходил службу в Армии обороны Израиля, вышел в отставку в звании капитана.
Перед выборами в кнессет в 2009 году, Охайон получил двенадцатое место в списке партии «Еврейский дом», однако, так как партия получила только три парламентских кресла, он не стал депутатом.
С 1999 года являлся директором Центра наследия испанского еврейства в Израиле. Возглавляет организацию марокканских репатриантов в Израиле.
Был избран в кнессет по списку Ликуд — Наш дом Израиль, в котором занял тридцать первое место. В кнессете 19-го созыва вошел в комиссии по образованию, культуре и спорту, комиссии по вопросам государственного контроля, комиссии по науке и технологии, особой комиссии по делам иностранных рабочих; а также в ряд лобби.
Охайон женат, имеет троих детей, проживает в Ришон-ле-Ционе.